# فرناز زینلی‌زاده
فرناز زینلی‌زاده قایقران ملی پوش ایرانی از تیم استان خراسان رضوی است که در رشته کانو پولو فعالیت می‌کند.
او مقام اولی را در لیگ کشوری با تیم خرسان رضوی را در کارنامه خود دارد. زینلی‌زاده در دانشگاه علوم پزشکی شاهرود در رشته پزشکی تحصیل می‌کند و جزو استعدادهای درخشان این دانشگاه است.